# NGC 7609
NGC 7609 este o interacțiune de galaxii situată în constelația Pegas. A fost descoperită în 5 octombrie 1864 de către Albert Marth. Se află la o distanță de 174,8 de megaparseci de Pământ.